# Oh Yeah! Cartoons
Oh Yeah! Cartoons est un programme diffusant des mini- séries d'animation ou sketches animés. Il a été diffusé sur la chaîne Nickelodeon. Oh Yeah! est un projet d'animation dirigé par Fred Seibert, ancien directeur de la création de MTV Networks et président de Hanna-Barbera.
C'est grâce à elle qu'est né la série Mes parrains sont magiques qui était dans ce programme une courte série pas encore propre à elle.